# Діапауза
Діапауза або діапавза (від дав.-гр. διάπαυσις — перерва, зупинка) — стан фізіологічного гальмування обміну речовин і зупинки формоутворюючих процесів у тварин. Сигнал до переходу в діапаузу — це зменшення тривалості світлового часу доби (фотоперіодизм).

## Вплив
Під час діапаузи підвищується стійкість організму до дії несприятливих зовнішніх умов, наприклад комахи стають стійкими до  інсектицидів. Закінчення діапаузи пов'язано зі змінами в організмі, які можуть визначатися тривалою дією низької зимової температури; діапауза забезпечує морозостійкість і зимівлю організмів. В умовах посушливого клімату субтропіків і тропіків спостерігається літня діапауза — так звана естівація, наприклад у рожевого черв'яка і бавовняної совки.

## Форми діапаузи
Діапауза може наступати на стадії яйця, личинки або дорослої комахи (імаго). Кожному виду властива своя діапаузуюча стадія. У кожного біологічного виду діапауза приурочена до певної фази розвитку. Ембріональна діапауза — період спокою на стадії яйця між заплідненням і дробленням або після закінчення дроблення — спостерігається у коловерток, нижчих ракоподібних, саранових, тутового шовкопряда, у ряду ссавців, що відносяться до 7 рядів, наприклад у гризунів, хижих (соболь, норка та ін.). Личинкова діапауза проявляється, наприклад, у метелика бояришниці, що зимує в стадії гусениці на деревах. Лялечна діапауза спостерігається у капустяного білана і капустяної совки, що зимують у стадії лялечки на деревах і в ґрунті. Імагінальна діапауза (на фазі імаго) спостерігається у комарів, жуків-листоїдів (колорадський жук) та інших комах; при ній може зберігатися рухливість тварини, але припиняється дозрівання статевих продуктів. Найчастіше діапауза залежить від екології виду. Навіть у дуже близьких видів одного роду, які живуть у різних умовах, діапауза буває на різних фазах розвитку, а у видів неспоріднених родин — на одній і тій же фазі, якщо вони мають подібний спосіб життя.
Розрізняють діапаузу обов'язкову, або облігатну, та необов'язкову, або факультативну. Обов'язкова діапауза забезпечує проходження протягом року тільки однієї генерації. Вона властива комахам з річним циклом розвитку, звичайним мешканцям лісів помірного поясу.

## Сплячка
Сплячка або гібернація — період деактивації життєвих процесів і метаболізму у  тварин. Характеризується зниженням  температури тіла, уповільненням дихання і всіх процесів метаболізму. Основним фізіологічним змістом сплячки є збереження  енергії в період несприятливих природних умов (морозів, без харчів).